# Menselijke verbeteringstechnologieën
Menselijke verbeteringstechnologieën zijn die technologieën die de lichamelijke of geestelijke capaciteiten van de mens vergroten.

## Inleiding
De synoniemen 'menselijke verbeteringstechnologieën', 'verbetergeneeskunde' en 'human enhancement' slaan op die biomedische technologieën die andere doelen hebben dan het genezen of voorkómen van ziekten.
Soms wordt met de term specifiek 'genetische verbetering' bedoeld; soms ook verwijst het naar de resultaten van convergerende of emergente technologieën (NBIC in de VS, CTEKS in Europa en, BANG bij ETC-groep).
Transhumanisme is een subdivisie van humanisme die enhancement sterk benadrukt in zijn filosofisch en politieke agenda om persoonlijke gezondheidsverbetering en levensverlenging te bekomen terwijl bioconservatieven (zoals Francis Fukuyama en Leon Kass) de meest prominente critici zijn. Groeperingen als ETC-groep laten zich ook zeer kritisch uit over enhancement en NBIC in het bijzonder.

## Voorbeelden van enhancement
- langer leven
  - levensverlenging (life extension)
  - het tegengaan van veroudering (aging and longevity)
  - onsterfelijkheid (immortality)

- sterker en gezonder leven
  - groeihormoon
  - regeneratieve geneeskunde vb. gentherapie, stamceltherapie

- slimmer leven
  - smart drugs
  - cognitieve prothesen vb. brein-machine interfaces, Exocortex, augmented reality

- gelukkiger leven
  - plastische chirurgie
  - antidepressiva
  - reprogenetica

- minder ongelijkheid in het leven

## Regionale perspectieven
Meest gehoorde kritiek is dat het een roekeloos en egoïstisch perspectief is blind voor persoonlijke en maatschappelijke gevolgen. De Europese gemeenschap lanceerde in 2004 CTEKS-rapport olv Alfred Nordmann (filosoof, Darmstadt) en wil enhancement breder zien waarbij minder de nadruk ligt op persoonlijk enhancement, zoals bij het Amerikaanse NBIC-programma, maar het bredere maatschappelijke veld beoogt wordt (educatie, openbaar vervoer). De kritiek van ETC-groep ligt in het verlengde hiervan maar bekijkt het standpunt van de ontwikkelingslanden. Als het Westen doorgaat met de convergentie van nano, bio, info en cognitieve technologieën zal dat de nationale economieën, handel en leven en het Zuiden en in het Noorden ingrijpend beïnvloeden. Menselijke veiligheid en gezondheid - zelfs culturele en genetische diversiteit - zal sterk in handen zijn van de convergente technocratie.

## Voetnoten
1. ↑  Douglas, T. Enhancement in sport and enhancement outside sport, Studies in ethics, law and technology; Questions of human enhancement. Volume 1, Issue 1 (2007)